# شهریارک ملوک
شهریارک ملوک (نام علمی: Symposiachrus bimaculatus) نام یک گونه از سرده شهریارک‌های رنگ‌پریده است.